# Carles II de Mecklenburg-Strelitz

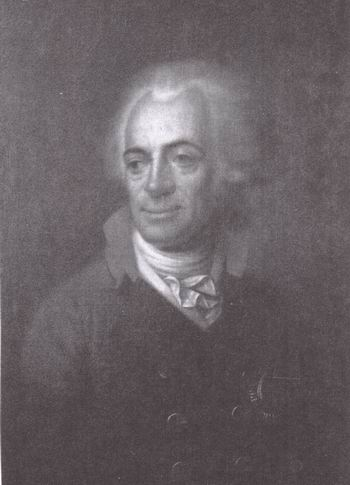
Carles II de Mecklenburg-Strelitz

Carles II de Mecklenburg-Strelitz, (en alemany Karl II von Mecklenburg-Strelitz) va néixer a Mirow el 10 d'octubre de 1741 i va morir a Neustrelitz el 6 de novembre de 1816. Era fill de Carles Lluís de Mecklenburg-Strelitz (1708-1752) i d'Elisabet Albertina de Saxònia-Hildburghausen (1713-1761).

## Biografia
Carles II va servir com a lloctinent de l'exèrcit de Hannover, d'on més tard seria Governador sota el regnat del rei Jordi III. El 1752, va succeir el seu oncle, el duc Adolf Frederic IV de Mecklenburg-Strelitz.
Afavorí les noves tècniques agrícoles i creà un cos de policia així com un sistema d'escoles públiques. El 1806 s'adherí a la Confederació del Rin. El Congrés de Viena ascendí Carles II al rang de Gran Duc (1815). Per tant, exercí com a duc de Meckleburg-Strelitz de 1752 a 1815 i com a Gran Duc de 1815 a 1816.

## Matrimoni i fills
El 1768 es va casar amb Frederica de Hessen-Darmstadt (1752- 1785), filla de Jordi Guillem de Hessen-Darmstadt (1722-1782) i de Lluïsa Albertina de Leiningen-Dagsburg-Falkenburg (1729-1818). El matrimoni va tenir deu fills:
- Carlota (1769-1818), que el 1785 es va casar amb el duc Frederic I de Saxònia-Altenburg (1763-1834).
- Carolina (1771-1773)
- Jordi (1772-1773)
- Teresa (1773-1839), que el 1789 es va casar amb el príncep Carles de Tour i Taxis (1770-1827)
- Frederic (1774-1774)
- Lluïsa (1776-1810), que el 1793 es va casar amb el que seria Frederic Guillem III de Prússia (1770-1840).
- Frederica (1778-1841), que el 1793 es va casar primer amb el príncep Lluís de Prússia, fill del rei Frederic Guillem II de Prússia, i després, el 1798, amb el príncep Frederic de Solms. I el 1815 es casà, encara, amb Ernest August I de Hannover (1771-1851).
- Jordi, Gran Duc de Mecklenburg-Strelitz (1779-1860), que el 1817 es va casar amb Maria de Hessen-Kassel.
- Frederic (1781-1783).
- Augusta Albertina (1782-1782).

Havent enviudat, Carles II es tornà a casar el 1784 amb la seva cunyada Carlota de Hessen-Darmstadt (1755- 1785). La parella tingué un fill:
- Carles Frederic de Mecklenburg-Strelitz (1785-1837), general d'infanteria de l'exèrcit prussià.